# Sân bay Oral Ak Zhol
Sân bay Oral Ak Zhol (tiếng Kazakh: Aqjol halyqaralyq áýejaıy, اقجول حالىقارالىق أۋەجايى; tên cũ là Uralsk Ak Zhol và Podstepnyy trong thời kỳ Liên Xô) (IATA: URA, ICAO: UARR) là một sân bay ở Kazakhstan có cự ly 12 km (7 mi) về phía đông nam Oral (Uralsk). Sân bay nằm ở phía nam sông Ural (Oral).
Đó là một sân bay nhỏ phục vụ các máy bay chở khách cỡ trung bình. Nó có bãi đậu xe cho 4 máy bay phản lực. Sân bay này có hai nhà ga - trong nước và quốc tế. Sân bay cũng phục vụ thị trấn Aksai gần đó, nơi cung cấp phần lớn lưu lượng hành khách của Ak Zhol, là "thủ đô" của ngành công nghiệp khí đốt ở Tây Kazakhstan. Trong quá khứ, một chuyến bay điều lệ quốc tế hàng tuần được khai thác bởi Astraeus Airlines từ oral đến London Gatwick / London Stansted; điều này sau đó được Air Astana vận hành đến Amsterdam; tuy nhiên, tuyến đã bị chấm dứt, cùng với các chuyến bay khác của Air Astana, do tình trạng kém của đường băng.

## Airlines and destinations

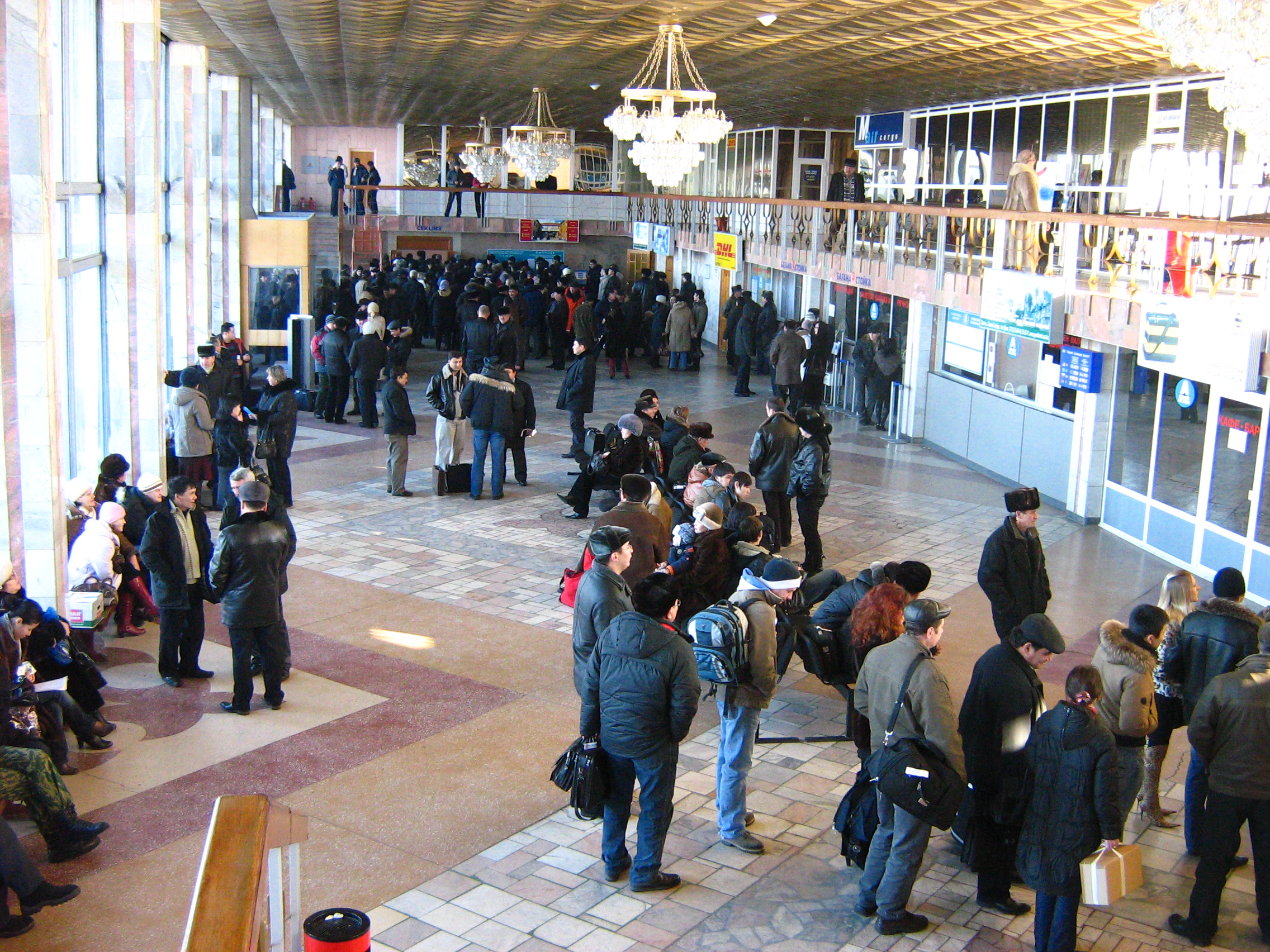
Khu vực làm thủ tục quốc nội

## Tuyến bay

### Hành khách
| Hãng hàng không | Các điểm đến                  |
| --------------- | ----------------------------- |
| Air Astana      | Almaty, Nur-Sultan, Frankfurt |
| Bek Air         | Aktau, Almaty, Nur-Sultan     |
| FlyArystan      | Almaty                        |
| Qazaq Air       | Atyrau, Astrakhan             |
| S7 Airlines     | Moscow-Domodedovo             |
| SCAT Airlines   | Aktau, Atyrau                 |

### Hàng hóa
| Hãng hàng không   | Các điểm đến |
| ----------------- | ------------ |
| Coyne Airways     | Atyrau, Baku |
| Silk Way Airlines | Baku         |